# カドレッツァーテ・コン・オズマーテ
カドレッツァーテ・コン・オズマーテ（伊: Cadrezzate con Osmate）は、イタリア共和国ロンバルディア州ヴァレーゼ県にある、人口約2,600人の基礎自治体（コムーネ）。
2019年2月15日にカドレッツァーテとオズマーテが合併して新自治体が発足した。

## 地理

### 位置・広がり

#### 隣接コムーネ
隣接するコムーネは以下の通り。
- アンジェーラ
- コマッビオ
- イスプラ
- セスト・カレンデ
- トラヴェドナ＝モナーテ

### 地震分類
イタリアの地震リスク階級 (it) では、4 に分類される
。